# 이주형 (2001년)
이주형(李主形, 2001년 4월 2일~)은 대한민국의 야구 선수이다. 현재 KBO 리그 키움 히어로즈의 외야수로 활동하고 있다.

## 아마추어 경력
경남고등학교 2학년 때부터 주전 2루수를 맡았다. 당시 팀 동료였던 최준용과 함께 롯데 자이언츠의 1차 지명 후보로 언급됐다. 3학년 때는 주장을 맡았다. 당시 야수 중 최대어로 평가받았고, 청소년 야구 대표팀에도 뽑혔다. 청소년 대표팀에서는 김지찬과 함께 맹활약하며 팀 타선을 이끌었다. 3-4위 결정전에서 결승 홈런을 쳐 내며 팀이 3위를 하는데 결정적인 역할을 했다. 이러한 활약들을 바탕으로 1라운드 지명 후보로 언급됐으나 타격에 비해 수비에서 불안정하다는 평가로 인해 2라운드로 밀렸고, 2라운드 3순위로 LG 트윈스에 지명됐다.

## 프로 경력
2020년 LG 트윈스에 입단하였다. 2021년 4월 7일 kt와의 경기에 출전하며 데뷔 첫 경기를 치렀고, 경기에서 1타수 무안타를 기록했다. 2021년 4월 8일 kt와의 경기에서 데뷔 첫 선발 출전했고, 경기에서 데뷔 첫 득점, 안타를 기록했다. 2021년 8월 23일에 육군 현역으로 입대했다.
2023년 7월 29일 당시 키움 히어로즈 소속이었던 최원태와 LG 트윈스 소속이었던 김동규, 2024년 KBO 리그 신인 드래프트 1라운드 지명권을 포함한 3:1 트레이드를 통해 이적하였다.

## 개인사
형 이주찬도 야구 선수이다.

## 출신 학교
- 송수초등학교 (해운대리틀)
- 센텀중학교
- 경남고등학교

## 통산 기록
| 연도 | 팀명  | 타율  | 경기 | 타수 | 득점 | 안타 | 2루타 | 3루타 | 홈런 | 루타 | 타점 | 도루 | 도실 | 볼넷 | 사구 | 삼진 | 병살 | 실책 |
| ---- | ----- | ----- | ---- | ---- | ---- | ---- | ----- | ----- | ---- | ---- | ---- | ---- | ---- | ---- | ---- | ---- | ---- | ---- |
| 2021 | LG    | 0.125 | 14   | 16   | 3    | 2    | 0     | 0     | 0    | 2    | 0    | 2    | 1    | 1    | 1    | 7    | 0    | 0    |
| 2023 | 키움  | 0.326 | 69   | 215  | 32   | 70   | 13    | 4     | 6    | 109  | 36   | 3    | 1    | 19   | 5    | 53   | 4    | 0    |
| 2024 | 키움  | 0.266 | 115  | 473  | 82   | 126  | 19    | 3     | 13   | 190  | 60   | 6    | 0    | 49   | 14   | 119  | 4    | 3    |
| 통산 | 3시즌 | 0.281 | 198  | 704  | 117  | 198  | 32    | 7     | 19   | 301  | 96   | 11   | 2    | 69   | 20   | 179  | 8    | 3    |